# Campanularia pumila
Campanularia pumila är en nässeldjursart som beskrevs av V.S. Bale 1914. Campanularia pumila ingår i släktet Campanularia och familjen Campanulariidae. Inga underarter finns listade i Catalogue of Life.